# Trackmania
Trackmania (aus englisch track ‚Rennstrecke‘ und mania ‚Wahnsinn‘, Eigenschreibweise ehem. TrackMania) ist eine Spieleserie des französischen Entwicklerstudios Nadeo. Bislang sind mehr als zehn Teile in der Rennspielserie erschienen, der letzte davon im Jahr 2020. Wesentlicher Bestandteil ist der integrierte Streckeneditor, mit dem Spieler selbst Strecken erstellen und anschließend teilen können. Des Weiteren bietet Trackmania einen Online-Modus, der, je nach Spiel, bis zu über zehn Millionen Spielerkonten aufweist.
Im einfach zu bedienenden Streckeneditor stehen Streckenbauteile wie Geraden und Kurven, Schanzen, Loopings und Röhren sowie Schlaglöcher, Tunnel und Dekorationselemente zur Auswahl. Die erstellten Strecken lassen sich danach sowohl im Einzelspieler-Modus als auch im Mehrspieler-Modus spielen. Ist man während eines Rennens von einer Strecke durch z. B. falsche Sprungrichtung oder andere Hindernisse abgekommen, kann man sich per Tastendruck zum letzten Checkpoint oder ganz zurücksetzen lassen.
Auf Kollisionen der Fahrzeuge untereinander wurde (bis auf die Smash-Spielmodi in TrackMania Turbo) zugunsten des Spielprinzips verzichtet. Ein ähnliches Spielprinzip hatten bereits Stunts (1990) und Fatal Racing (1995). Bis 2016 lautete der Trackmania-Slogan: „Design it. Build it. Race it!“. Mit dem Titel TrackMania Turbo wurde der Slogan geändert in: „Build It. Drive It. Share It!“.

## Spieltypen
Trackmania bietet im Solo-Modus unterschiedliche Spieltypen:
- Rennen: Dieser Spieltyp stellt ein ganz gewöhnliches Zeitrennen dar. Je nachdem, wie schnell der Spieler war, werden die Medaillen Bronze, Silber, Gold und Autoren vergeben. Die Autoren-Medaille erhält man, wenn man die Bestzeit des Autors der Strecke unterbietet. Der Spieler hat die Möglichkeit, alleine oder mit sogenannten Ghosts zu fahren. „Ghosts“ sind aufgezeichnete Replays, die innerhalb des Rennens als teiltransparente Fahrzeuge die Linien der verschiedenen Medaillen-Zeiten oder die Linie der persönlichen Bestzeit zeigen. Außerdem besteht die Möglichkeit, eigene Replays zu speichern und Replays anderer Spieler für Coppers oder Planets (die interne Währungseinheit des Spieles) herunterzuladen.

- Puzzle: Zu Beginn muss der Spieler im Streckeneditor-Modus mit vorgegebenen Streckenteilen eine lückenhafte Strecke vervollständigen. Danach läuft alles wie im Zeitrennen-Modus ab. Bei Bedarf kann der Spieler jederzeit in den Editor zurückkehren und etwas an der Strecke ändern.

- Survival: Ziel dieses Spieltyps ist es, möglichst viele Level zu absolvieren. Der Spieler tritt gegen 3 virtuelle Fahrer an. Gewinnt er das Rennen, steigt er 2 Level auf, für einen 2. Platz steigt er nur ein Level auf. Bei einer Niederlage muss der Spieler wieder von vorne beginnen. Nach dem normalen Survival-Modus wird der Super-Survival-Modus freigeschaltet. In dieser Königsdisziplin fährt man jeweils gegen die absolute Bestzeit auf den zu fahrenden Strecken.

- Stunt: Für Sprünge und Drehungen werden je nach Ausführung, Dauer und Schwierigkeit Punkte vergeben. Der Spieler muss in einem bestimmten Zeitraum eine Strecke absolvieren und dabei möglichst viele Punkte sammeln. Ist das Zeitlimit abgelaufen, verliert der Spieler kontinuierlich seine erspielten Punkte.

- Plattform: Der Spieler muss eine – meist lange und anspruchsvolle – Strecke absolvieren. Dabei spielen Geschwindigkeiten und Fahrgenauigkeit eine entscheidende Rolle für das Gelingen. Kippt das Fahrzeug um oder stürzt es ab, kann sich der Spieler zurück auf die Strecke setzen lassen. Es gilt, die Strecke mit möglichst wenig dieser Zurücksetzer zu fahren, die Zeit spielt keine Rolle.

- Crazy: Der Spieler fährt auf einer meist kurzen, runden Strecke gegen viele Ghosts und muss versuchen, ihre Rennzeit zu unterbieten. Dabei repräsentieren die Ghosts verschiedene Rennzeiten (meist 20). Wenn man vor einem Ghost ins Ziel kommt, wird dieser durch den eigenen Ghost ersetzt. Das heißt, dass man jede Runde schneller sein muss, als einer der Ghosts. Diesen Spielmodus gibt es nur im TrackMania Sunrise-Add-on „eXtreme“.

Ähnlich wie im Solo-Modus gibt es auch im Online-Modus verschiedene Spieltypen.
- Zeitrennen: Bei diesem Typ wird eine Strecke solange gefahren, bis das vom Server-Administrator gesetzte Zeitlimit erreicht ist. Der schnellste nach Ablauf des Zeitlimits gewinnt.

- Turnier: Hier bestimmt der Administrator eine Höchstpunktezahl. Eine Strecke wird solange gefahren, bis mindestens ein Spieler diese Punktezahl erreicht. Die standardisierte Punkteverteilung nach jeder Runde sieht folgendermaßen aus: 10 – 6 – 4 – 3 – 2 – 1, alle Spieler hinter dem fünften Rang erhalten einen Punkt. Die Punkteverteilung kann jedoch vom Administrator frei gewählt werden. Nachdem der erste Spieler das Ziel passiert hat, beginnt ein Countdown mit einer festgelegten Zeit (je nach Streckenlänge). Diejenigen Spieler, die innerhalb dieser Zeitspanne das Ziel nicht erreicht haben, bekommen keinen Punkt.

- Runden: Dieser Modus ähnelt dem Turnier-Modus. Im Unterschied dazu zählt aber nicht nur die Platzierung am Ende vom Rennen, sondern es zählt jeder passierte Checkpunkt. Dadurch muss nicht jeder Fahrer das Ziel erreicht haben, um punkten zu können. Dieser Modus eignet sich besonders für längere Rennen, welche oftmals über mehrere Runden gehen (Multilap).

- Team: Ähnlich wie im Runden-Modus gibt es auch im Team-Modus ein Punktelimit. Es existieren zwei verschiedene Arten. Bei der ersten Art bekommt die Mannschaft des Siegers einen Punkt. Für jeden weiteren Spieler der vor dem besten Fahrer der anderen Mannschaft ist, gibt es einen weiteren Punkt. Die zweite Art, welche auch Alternative Team-Mode genannt wird, funktioniert wie der Runden-Modus. Es werden lediglich die Punkte der einzelnen Spieler summiert. Das Team, welches ein Einzelrennen gewonnen hat bekommt einen Zähler. Wurde die vom Administrator festgelegte Punkteanzahl erreicht, beginnt die nächste Strecke.

- Cup: Dieser Spieltyp ist eine Abwandlung des Runden-Spieltyps. Wenn ein Spieler das Punktelimit erreicht, erlangt er zunächst nur den Finalisten-Status. Nun muss er noch ein (weiteres) Einzelrennen gewinnen, um den Cup für sich zu entscheiden. Gelingt ihm dies nicht sofort, schließen möglicherweise weitere Spieler zu ihm auf und erreichen ebenfalls den Finalisten-Status.

- Stunt: Hier gibt es ein Zeitlimit. Wer nach Ablauf dieser Zeit die meisten Stunt-Punkten eingefahren hat, gewinnt diese Strecke.

## Umgebungen
Die zehn bisher erschienenen Umgebungen, auch Environments genannt, unterscheiden sich hauptsächlich durch Fahrzeug, Schauplatz, Straßenbelag und Fahrverhalten. Von den zehn Umgebungen können sechs nur mit den älteren Versionen von Trackmania gespielt werden (bis TrackMania United Forever respektive TrackMania Wii). Aktuell sind vier TrackMania²-Umgebungen in ManiaPlanet verfügbar. Dieselben 4 Umgebungen existieren mit leicht veränderten Namen in TrackMania: Turbo. Jede Umgebung wird mit jeweils einem Fahrzeug befahren, die sich allesamt voneinander in Design, Fahrverhalten und Geschwindigkeit unterscheiden. Die Maximalgeschwindigkeit liegt in allen Umgebungen bei 1000 Geschwindigkeitseinheiten, allerdings erreicht man diese auf normalen Strecken nur in den Umgebungen Island und Canyon bzw. Canyon Grand Drift (TrackMania: Turbo). Die Fahrzeuge können nicht technisch, sondern nur optisch verändert werden. Oft werden sogenannte Mods für die Umgebungen erstellt. Das bedeutet, dass bestimmte Streckenteile optisch bearbeitet werden, sodass sie ihr Erscheinungsbild ändern.
Desert / Speed: Diese Umgebung stellt eine typische nordamerikanische Wüste dar. Auf asphaltierten Straßen fährt man vorbei an Pipelines, Kakteen, Schluchten und Seen. Gelegentlich führen Streckenabschnitte durch Tunnel oder Sand. Das Fahrzeug ähnelt einem Ford Escort oder einem Opel Rekord C.
Rally / Countryside: In diesem Gebiet führen die Strecken durch einen europäischen Wald. Hauptsächlich führen die Strecken über asphaltierte Burgmauern, Tunnel, erdige Waldwege oder Plattformen aus Holz. Das Fahrzeug ist ein Renault 5 Turbo.
Snow / Alpine: Diese Umgebung führt mit einem Suzuki Samurai Pickup durch eine asiatische Winterlandschaft. Gefahren wird auf Holzplattformen, asphaltierten Straßen, durch Tunnel oder über gefrorene Gewässer. Die Strecken sind umgeben von Eisschluchten, asiatischen Häusern, Bäumen und Gebirgen.
Bay: In dieser Umgebung fährt man mit einem Crossover durch eine Stadt aus Hochhäusern am Meer. Viele Strecken führen auch durch von Containern und Schiffen umgebene Hafengegenden.
Coast: Hier fährt man mit einem Mercedes-Benz SLR McLaren durch eine grüne Mittelmeerlandschaft. Einige Strecken führen auch über Rennstrecken mit Randsteinen oder durch Tunnel.
Island: Dieses Fahrzeug (ein Ferrari F40) erreicht gegenüber den anderen Umgebungen eine der höchsten Durchschnittsgeschwindigkeiten. Man fährt auf asphaltierten Straßen, Überwasserplattformen oder in (auch röhrenförmigen) Tunnels.
Stadium: Hier fährt man auf betonierten oder erdigen Straßen in einem Stadion. Mit mehreren Updates kamen immer wieder neue Bauteile hinzu. Der Wagen ist eine Mischung zwischen Ariel Atom und Formel 1 Monoposto. Obwohl sie die letzte Umgebung war, welche man noch zu der ersten Generation von Umgebungen zählen konnte, ist sie durch das kostenlose Spiel TrackMania Nations und den Nachfolger TrackMania Nations Forever die populärste Umgebung. Aufgrund der hohen Beliebtheit von Stadium sowie der Bedeutung im E-Sport wurde diese Umgebung als einzige Umgebung von TrackMania United in TrackMania² sowie TrackMania: Turbo (2016) übernommen.
Canyon: In der von Desert nachempfundenen Umgebung wird das Rennen mit einem Ford Mustang zurückgelegt. Das Fahrzeug ist auf dem festen Boden gut zu steuern; auf dem Wüstenboden wird es durch scharfe Kurven und hohe Geschwindigkeiten interessant. Die Umgebung stellt einen amerikanischen Canyon dar, in dem der Spieler riesige Staudämme, Loopings, Tunnel, Höhlen oder sogar richtige Rennstrecken wie in der Umgebung Coast bauen kann. Das Fahrverhalten unterscheidet sich stark von allen anderen Umgebungen dadurch, dass extrem lange Slides praktisch ohne Tempoverlust selbst in sehr engen Kurven gemacht werden können.
Valley: Valley ähnelt der Rally-Umgebung optisch stark, unterscheidet sich jedoch deutlich im Fahrverhalten. Das Fahrzeug ähnelt einem Mini Cooper mit Cross-Country-Rally-Ausstattung. Im Valley fährt man auf schmalen Straßen oder Autobahnen durch eine französische Landschaft mit Seen, Wäldern, Bergen und ab und zu ein paar kleinen Orten.
Lagoon: Diese Umgebung, welche zuerst in TrackMania Turbo veröffentlicht wurde, sieht der Island-Umgebung optisch ähnlich mit ihrem tropischen Design und Hochhäusern. Das Fahrverhalten ist aber ganz anders als bei Island. Der Wagen, der einem Strandbuggy/Seat 20V20 ähnelt, ist sehr wendig und daher schwer zu steuern. Dem Fahrverhalten nach ähnelt er der Bay-Umgebung. Zudem können Magnetstrecken gebaut werden, bei denen das Auto mittels der in der Strecke eingebauten Magneten an der Strecke angezogen wird. Somit sind sogar Passagen kopfüber möglich. Diese Umgebung wurde am 23. Mai 2017 auch in TrackMania² bzw. ManiaPlanet veröffentlicht.

## Teile der Serie
| Jahr | Titel                             | Meta- score | Plattform(en)                                                             | Bemerkungen                                                  |
| ---- | --------------------------------- | ----------- | ------------------------------------------------------------------------- | ------------------------------------------------------------ |
| 2003 | TrackMania Original (TMO)         | 74          | Windows                                                                   | Desert, Rally, Snow                                          |
| 2005 | TrackMania Sunrise (TMS)          | 82          | Windows                                                                   | Island, Bay, Coast                                           |
| 2006 | TrackMania Nations (TMN)          | –           | Windows                                                                   | Gratisspiel; Stadium                                         |
| 2006 | TrackMania United (TMU)           | 80          | Windows                                                                   | alle 7 bisherigen Umgebungen                                 |
| 2008 | TrackMania United Forever (TMUF)  | –           | Windows                                                                   | Gratis für Besitzer von United; alle 7 bisherigen Umgebungen |
| 2008 | TrackMania Nations Forever (TMNF) | –           | Windows                                                                   | Gratisspiel; Stadium                                         |
| 2008 | TrackMania DS                     | 75          | Nintendo DS                                                               | Rally, Desert, Stadium                                       |
| 2010 | TrackMania Turbo (Nintendo DS)    | 77          | Nintendo DS                                                               | Snow, Island, Coast, Stadium                                 |
| 2010 | TrackMania Wii                    | 74          | Wii                                                                       | alle bisherigen Umgebungen außer Bay                         |
| 2011 | TrackMania 2 Canyon               | 81          | Windows                                                                   | Canyon                                                       |
| 2013 | TrackMania 2 Valley               | 79          | Windows                                                                   | Valley                                                       |
| 2013 | TrackMania 2 Stadium              | 77          | Windows                                                                   | Stadium                                                      |
| 2017 | TrackMania 2 Lagoon               | 77          | Windows                                                                   | Lagoon                                                       |
| 2016 | TrackMania Turbo                  | 79, 81, 76  | Windows, PlayStation 4, Xbox One,                                         | Canyon, Valley, Lagoon, Stadium                              |
| 2020 | Trackmania (2020)                 | 75          | Windows, PlayStation 4, Xbox One, PlayStation 5, Xbox Series, Amazon Luna | Stadium-Remake, Snow, Rally, Desert                          |

Anmerkungen:
1. ↑  Der erste Teil wurde ursprünglich nur als „TrackMania“ bezeichnet.
2. ↑  Die Snow-Umgebung wurde anlässlich des 20. Jubiläums der Trackmania-Reihe am 21.11.2023 per Update hinzugefügt.

### TrackMania Original
Trackmania Original (ursprünglich TrackMania) bietet dem Spieler einen Solo-Modus und einen Multiplayer-Modus.
Im Solo-Modus stehen die Spieltypen Race, Puzzle und Survival zur Verfügung. Sowohl der Race-Modus, als auch der Puzzle-Modus besteht aus jeweils 51 Strecken. Diese Strecken führen durch die Gebiete Desert, Rally und Snow. Außerdem können im Solo-Modus auch die selbst erstellten Strecken befahren werden.
Im Mehrspieler-Modus können Spieler wahlweise im lokalen Netzwerk, im Hot-Seat-Modus oder im Internet gegeneinander antreten. Dabei können ebenfalls die selbst erstellten Strecken gefahren werden. Durch die geringe Größe des Datensatzes der teilweise sehr langen Strecken werden in wenigen Sekunden die Streckendaten mit den Mitspielern ausgetauscht.
Außerdem ist in TrackMania Original der Strecken-Editor integriert, mit dem Spieler eigene Strecken kreieren können. Je mehr Coppers im Solo-Modus gewonnen wurden, umso mehr Streckenteile können verbaut werden.
Am 21. Oktober 2005 brachte Nadeo ein kostenloses Add-on heraus, das TrackMania zu dem heute bekannten TrackMania Original umbenennt. Dieses Add-on hieß in seiner Alpha-Phase Speed-Up und in der Beta-Phase Level-Up. Es bringt das alte Spiel grafisch sowie spielmechanisch auf den Stand des Nachfolgers TrackMania Sunrise. Von diesem wurden die Grafik-Engine und die Spielmodi Stunt und Plattform übernommen.
Aus dem Nachfolger integriert wurden zudem die Importfunktionen eigener Fahrzeuge und Schildmotive sowie der MediaTracker. Außerdem wurde der Streckeneditor durch viele neue Streckenteile ergänzt.

### TrackMania Sunrise
Am 29. April 2005 erschien das zweite Spiel der Serie – TrackMania Sunrise. Gegenüber dem Vorgänger wurden die Grafik erheblich verbessert und drei neue Umgebungen erschaffen: Island, Coast und Bay. Die Spielmodi sind Rennen, Plattform, Puzzle und Crazy. Außerdem hat der Spieler nun die Möglichkeit, selbst erstellte oder von Internet-Plattformen heruntergeladene Fahrzeugmodelle zu importieren.
Auch im Editor wurde einiges verändert. Die größte Neuheit ist der MediaTracker. Dieser ermöglicht es, die selbst erstellten Strecken mit Texten, Effekten, Kameraeinstellungen, Intros und Outros zu verbessern. Außerdem können nun Straßenschilder mit eigenen Motiven eingebunden werden. Diese sind durch Verwendung des Bink-Formates auch animiert möglich.

#### Add-on
Wie schon beim Vorgänger TrackMania Original brachte Nadeo am 16. November 2005 auch für TrackMania Sunrise ein kostenloses Add-on mit dem Namen TrackMania Sunrise eXtreme heraus. Es wurden die Spielmodi Stunts und Crazy, eine neue Rennserie namens Extreme Race sowie neue Streckenbauteile hinzugefügt. Extreme Race bietet drei mal drei Strecken, in denen einige der neuen Bauteile enthalten sind. Einige dieser Bauteile sind unter anderem: Röhren, Steilkurven und Beschleuniger für die Umgebung Island und Überwasserteile für die Umgebung Bay.
Auch im MediaTracker gibt es neue Möglichkeiten, wie Einblendeffekte, eigene Bilder und Sounds, Kamerawackeln etc. Auch ist es nun möglich, eigene Musik, anstatt der Standardmusik auf selbst gebauten Strecken abspielen zu lassen.

#### Bewertungen in Spielezeitschriften
- PC PowerPlay (Mai 2005): 80 %
- GameStar (Juni 2005): 86% + Gold-Award
- PC Games: 89 %
- Computer Bild Spiele: gut (1,82)
- Bravo Screenfun: 2+

### TrackMania Nations ESWC
Am 28. Januar 2006 veröffentlichte Nadeo die kostenlose Version TrackMania Nations ESWC, die eigens für die eSports World Convention (ESWC) programmiert wurde. Diese beinhaltet nur die Umgebung Stadium. Des Weiteren ist auch hier der Streckeneditor ohne Einschränkungen enthalten. Checkpoints existieren wie in früheren Versionen, jedoch können die Strecken jeweils nur vom Start wiederholt werden, nicht innerhalb von Teilabschnitten. Der Schwerpunkt dieser Version liegt auf dem Mehrspieler-Modus (Internet, LAN). Im Mehrspieler-Modus über das Internet sammelt jeder Spieler Punkte für sich und die von ihm gewählte Nation. Die gesammelten Punkte werden addiert und bilden das Nationenranking. Zusätzlich gibt es zum Nationenranking auch ein Spielerranking, wobei sich dieser Rang logischerweise aus den selbst erspielten Punkten ergibt. Es ist jedoch auch im Einzelspieler-Modus möglich, in drei Schwierigkeitsstufen mit jeweils 30 Strecken zu trainieren. Ferner gibt es eine Teamwertung, für die sich einzelne Spieler zusammentun können. TrackMania Nations ESWC basiert auf TrackMania Sunrise.

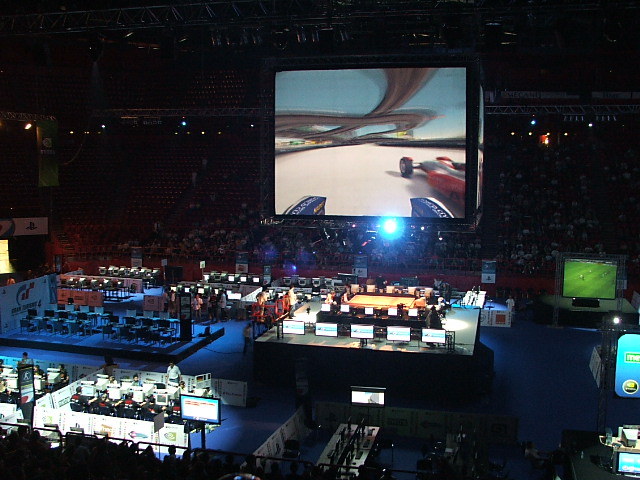
ESWC Finale 2006

Mittlerweile gibt es über 6 Millionen registrierte Accounts. Da man aber als Einzelspieler mehrere Accounts eröffnen kann, kann man von weniger tatsächlich existierenden Spielern ausgehen. Auf den Servern von TrackMania Nations befanden sich bis zum Release von TrackMania Forever ca. 1500 bis 8000 Spieler gleichzeitig, mittlerweile ist diese Zahl seit dem Erscheinen von „TrackMania²: Stadium“ deutlich geringer.
TrackMania Nations ESWC ist auf modernen PC-Systemen aufgrund eines veralteten StarForce-Kopierschutztreibers nicht mehr spielbar.

### TrackMania United
TrackMania United wurde am 16. November 2006 in Frankreich und einigen anderen französischsprachigen Staaten veröffentlicht. Die deutsche Version erschien allerdings auf Grund des späten Gold-Masters erst am 23. Februar 2007. Nadeo hatte allerdings in Kooperation mit Metaboli, einem französischen Unternehmen zum Download von Computerspielen, zeitgleich zum französischen Release 10.000 Kopien des Spiels zum Download angeboten, damit auch Spieler in anderen Ländern eine Kopie des Spiels erwerben konnten.
TrackMania United beinhaltet alle Umgebungen der TrackMania-Trilogie, die durch ihre völlig verschiedenen Fahrverhalten einzigartig sind, inklusive der Features der Add-ons. Zusätzlich bekommt die Stadium-Umgebung von TrackMania Nations doppelt so viele Blöcke spendiert.
In TrackMania United können die Strecken der bisherigen Trackmania-Teile importiert und gespielt werden. Eine Neuerung ist die gesteigerte Integration des Spiels ins Internet. So kann man neu auf allen Strecken sogenannte offizielle Zeiten fahren und sich mit den offiziellen Zeiten der anderen Spieler messen. Die Nadeo-Strecken können dabei sobald freigespielt auch offiziell gefahren werden. Um selbstgebaute Strecken offiziell zu spielen, müssen diese erst hinzugefügt werden.
Dazu benötigt man Coppers, die Trackmania-Währung, genauso wie für das Fahren einer offiziellen Zeit oder z. B. für das Wechseln der Region des Profils. Coppers verdienen kann man unter anderem durch das Erfahren von Medaillen auf Nadeo-Tracks im offiziellen Modus. Zusätzlich erhält man beim Öffnen des Spiels jeden Tag 50 Coppers. Wenn man TrackMania Original oder TrackMania Sunrise besitzt, erhält man jeweils 10 (TrackMania Original), beziehungsweise 20 Coppers (TrackMania Sunrise) mehr pro Tag. Mit diesen Coppers kann man sich unter anderem Skins oder Strecken auf den sogenannten „ManiaLinks“ kaufen.
Ebenso wie in TrackMania Nations ESWC ist auch in diesem Spiel eine Rangliste im Internetmodus integriert.

### TrackMania Forever
Bei TrackMania Forever sind 91 Nationen sowie die Option „Other Countries“ vertreten. Auch in TrackMania Forever gibt es eine Rangliste.

#### TrackMania United Forever
Seit dem 15. April 2008 ist das Update Forever für TrackMania United veröffentlicht. Mit dem Update ist es nun auf reinen Nations-Servern möglich, gemeinsam mit TrackMania Nations Forever-Spielern zu spielen. Auch die Datenträgerabfrage wurde abgeschafft, man kann das Spiel ab jetzt immer ohne eingelegte DVD starten. Die Punkte für die Online-Rangliste werden nach einem neuen System vergeben und es wurden auch einige neue Bauteile im Streckeneditor eingeführt. Die Umgebungen Desert, Rally und Snow wurden grafisch stark überarbeitet und sind damit grafisch auf dem Niveau der Stadium-Umgebung angekommen. Zusätzlich enthält das Add-on 21 neue Stunt-Strecken. Die Kaufversion enthält zusätzlich eine 3D-Brille und eine Nadeo-Autogrammkarte.
TrackMania United Forever enthält TrackMania Nations Forever, man wählt zum Beispiel bei den Solo-Strecken zwischen United und Nations.

##### Star-Track-Kampagne (Update)
Am 24. November 2009 erschien für TrackMania United Forever ein neues Update unter dem Namen Star Track, in dem 147 neue Strecken für den Einzelspielermodus herausgegeben und eine Vielzahl an Fehlern im Spiel behoben wurden.
Nutzer der kostenlosen Version TrackMania Nations Forever erhielten nur die Fehlerkorrekturen. Die Strecken in dieser Ausgabe wurden ausschließlich von der Spielergemeinschaft erstellt und 2008 im Lauf eines einwöchigen Wettbewerbs unter dem Namen TrackMania StarTrack Contest ausgewählt.

#### TrackMania Nations Forever
Seit dem 16. April 2008 ist die zweite Version von „TrackMania Nations“ zum kostenlosen Download verfügbar.
Diese enthält, wie auch schon die erste Version, nur die Umgebung Stadium. Auch der Streckeneditor ist wieder vollständig enthalten. Dieser wurde jedoch im Vergleich zum Vorgänger deutlich erweitert, sodass dort nun alle Teile verwendet werden können, die es auch in der Stadium-Umgebung von TrackMania United gab. Es ist auch wieder genauso möglich im Mehrspieler-Modus (Internet, LAN) zu spielen und auch das Nationenranking ist wieder enthalten. Außerdem gibt es nun auch subnationale Rankings, also auf Bundesländerebene und darunter auch auf Großraumebene. Zusätzlich enthält dieses Spiel 65 neue Strecken.
Im Dezember 2008 hat TrackMania Nations Forever den 3.000.000-Spieler-Meilenstein erreicht.
Seit Dezember 2010 ist es mit TrackMania Nations Forever nicht mehr ohne weiteres möglich auf TrackMania-United-Servern zu spielen. Die Möglichkeit einer Direktverbindung wurde entfernt. Dieser Spielversion ist es nur noch möglich, die Verbindung zu einigen speziellen, direkt von Nadeo gehosteten Servern aufzunehmen. Die große Mehrzahl der Server müssen zuerst als Favoriten gespeichert werden, um sie aufrufen zu können.

##### Guinness World Record
Im April 2008 bekam TrackMania Nations Forever einen Eintrag ins Guinness-Buch der Rekorde für die meisten Fahrer auf einer Strecke. Der bisherige Rekordhalter war TrackMania Nations mit 132 Fahrern auf einem Server. Der derzeitige Rekord liegt bei 254 Fahrern.

### TrackMania DS
Das in Deutschland am 14. November 2008 erschienene TrackMania DS ist das erste Spiel der TrackMania-Reihe, das nicht für Windows entwickelt wurde. Es beinhaltet die Umgebungen Rally, Desert und Stadium. Der Spieler kann entscheiden, ob er im Solo-Modus mehr als 100 Strecken in den Spielmodi Rennen, Puzzle und Plattform absolviert, oder im Mehrspieler-Modus gegen bis zu vier Freunde antritt. Außerdem ist auch der Strecken-Editor integriert, der über 150 Bauteile enthält.

### TrackMania Turbo(Nintendo DS)
TrackMania Turbo ist der 2010 erschienene Nachfolger von TrackMania DS, nicht zu verwechseln mit dem 2016 erschienenen Spiel gleichen Namens. Wie bei dem Vorgänger, existieren der Solo-Modus und der Mehrspielermodus, in dem bis zu vier Spieler gegeneinander antreten können. Der Solo-Modus umfasst über 150 Strecken in den vier verschiedenen Welten Stadium, Snow, Coast und Island, die in den Spielmodi Rennen, Puzzle und Plattform gefahren werden können. Des Weiteren lassen sich eigene Strecken mit einem Streckeneditor erstellen oder auch zufällig generieren.

### TrackMania Wii
TrackMania Wii ist die am 23. September 2010 erschienene Version für die Spielekonsole Nintendo Wii. Sie enthält sechs Umgebungen, Stadium, Island, Coast, Desert, Rally und Snow. Es fehlt daher gegenüber TrackMania United Forever nur die Umgebung Bay, die aufgrund zu detaillierter Texturen nicht für die Nintendo Wii umzusetzen war.
Der Spieler kann entweder über die Nintendo Wi-Fi Connection mit anderen Spielern im Internet spielen oder an einem Gerät per Splitscreen mit bis zu drei anderen Spielern spielen. TrackMania Wii verfügt außerdem wie bei den anderen Spielen der TrackMania-Serie über einen Streckeneditor, mit dem eigene Strecken gebaut werden können, die sich im Anschluss über das Internet hochladen lassen.

### ManiaPlanetundTrackMania²
Der Nachfolger der Trackmania-Reihe, TrackMania² bzw. ManiaPlanet erschien am 14. September 2011. Er beinhaltet eine verbesserte Grafik-Engine, neue Umgebungen und ist teilweise mit dem Vorgänger kompatibel. TrackMania² beinhaltet aktuell vier Umgebungen (Canyon, Valley, Stadium und Lagoon), die einzeln über die dazugehörige Plattform ManiaPlanet als Titel heruntergeladen werden müssen. Im Gegensatz zu TrackMania United werden die Umgebungen nicht explizit kombiniert. Außerdem wurden die sogenannten Title-Packs eingefügt. Unter diesen versteht man eine zusätzliche Erweiterung, welche in ManiaPlanet wie ein eigenständiges Spiel erscheint. Sie basieren meist auf einer oder allen der 4 Umgebungen von TrackMania².

### TrackMania Turbo
TrackMania Turbo sollte am 26. November 2015 erscheinen, wurde allerdings auf den 24. März 2016 aufgrund der mangelnden Zeit für den Feinschliff und der Behebung von Fehlern seitens Nadeo verschoben. Er beinhaltet viele neue Spielefeatures, bessere Grafik, neue Fahrphysiken und wird nicht nur (wie ursprünglich geplant) für die Spielkonsolen PlayStation 4 und Xbox One erscheinen, sondern auch für den PC. TrackMania Turbo enthält modifizierte Versionen der TrackMania²-Umgebungen inklusive der damit eingeführten Umgebung Rollercoaster Lagoon.

### Trackmania(2020)
Trackmania wurde am 1. Juli 2020 für Windows veröffentlicht. Am 15. Mai 2023 erschien das Spiel außerdem für Sony- und Microsoft-Konsolen sowie für die Amazon-Luna-Plattform. Zur Veröffentlichung war lediglich die Umgebung Stadium vertreten, die Umgebung Snow wurde anlässlich des 20. Jubiläums der Trackmania-Reihe im Andenken an TrackMania Original am 21. November 2023 per Update hinzugefügt, im Laufe des Jahres 2024 folgten die Umgebungen Rally und Desert. Zudem wurde eine saisonale Kampagne hinzugefügt, welche quartalsweise ersetzt wird. Die Strecken der aktuellen Kampagne werden hauptsächlich im Ranglistenmodus gefahren. Zusätzlich gibt es die wöchentlich rotierende Kampagne Weekly Shorts, bei welcher die Bestzeiten der anderen Spieler während der Laufzeit der Kampagne versteckt sind. Im Juni 2021 wurde der Spielmodus Royal hinzugefügt, bei dem Spieler in Teams versuchen, die meisten Abschnitte auf einem 5-teiligen Hindernisparcours zu absolvieren. 
Das Spiel ist sowohl kostenfrei, wie auch als jährliches Abonnement mittels Club-Zugang erhältlich: Der Club-Zugang ermöglicht den Zugang zu allen 25 Strecken der saisonalen Kampagne, während Spieler mit dem kostenfreien Starter-Zugang nur die ersten 10 Strecken zur Verfügung haben. Zusätzlich stehen mittels Club-Zugang sämtliche Strecken und Online-Server zur Verfügung, unter anderem auch der tägliche Wettbewerb Cup of the Day, bei dem die Spieler nach einer Qualifikationsphase in einem K.O.-System in Divisionen zu je 64-Spieler auf der aktuellen Strecke des Tages gegeneinander antreten. Von Spielern eigens erstellte Clubs und dazu gehörende Kampagnen, Online-Räume, Wettbewerbe und Ranglisten stehen ebenfalls nur mit dem Club-Zugang zur Verfügung. Um regionale und internationale Highscores innerhalb des Spiels einsehen zu können, ist auch ein Club-Zugang nötig.

## Dedicated Server
Nadeo stellt die Software, um in den Spielen der Trackmania-Serie eigene Server zu erstellen, gratis zur Verfügung. Es gibt davon mehrere unterschiedliche Versionen, wobei alle Versionen Schnittstellen enthalten, durch die man per externes Script auf die Kommandoliste im Dedicated Server zugreifen kann. Dadurch entstanden aus der Community heraus einige raffinierte Tools, die eigentlich alle Optionen dieser Kommandoliste nutzen und viele Funktionen haben. So können Rekorde gespeichert werden, Strecken verwaltet werden und vieles mehr.

## Kopierschutz
TrackMania Sunrise, TrackMania Original, TrackMania Nations und TrackMania United sollen durch den umstrittenen Kopierschutz StarForce Keyless das Erstellen von Kopien der Original-CD verhindern. Mit einem kopierten Spiel kann man nicht online spielen, da jede Seriennummer auf dem Hauptserver registriert wird. Offline haben kopierte Spiele jedoch keine Einschränkungen. Jede Seriennummer kann nur einmal benutzt werden, ist an einen Spieler gebunden und wird mit dem Login verifiziert. Somit sind alle Schlüsselgeneratoren („Keygens“) überflüssig. Ein weiterer Nachteil von StarForce ist, dass diese älteren Spiele (außer TrackMania 1.0 und 1.1) ab Windows 8 nicht mehr normal gestartet werden können, da der Kopierschutz durch mangelhafte Kompatibilität mit dem Betriebssystem einen Start des Spiels verhindert.